# قرار مجلس الأمن التابع للأمم المتحدة رقم 528
قرار مجلس الأمن التابع للأمم المتحدة رقم 528، المعتمد في 21 ديسمبر 1982، بعد أن اعتمدت الجمعية العامة القرار 3190 الذي يثمن فضائل توسيع لغات العمل ، قرر المجلس تضمين اللغة العربية بين لغات العمل في مجلس الأمن.
ولم تقدم تفاصيل عن التصويت، باستثناء أنه تم اعتماده «بتوافق الآراء».